# Hypomanie
 Mise en garde médicale
L’hypomanie (littéralement, « sous-manie ») est un état psychiatrique caractérisé par un trouble de l'humeur, laquelle peut être irritable, excitée, persistante et omniprésente, ainsi que par des troubles de la pensée et des troubles de comportements concomitants. Un individu en état hypomaniaque possède en général un besoin moins important de dormir ou de se reposer, est très extraverti, très compétitif, et manifeste une énergie débordante. L'hypomanie est un critère diagnostique important des maladies du spectre du trouble bipolaire. Contrairement à un accès maniaque (trouble bipolaire de type I), un épisode hypomaniaque peut être productif et ne présente pas de symptômes psychotiques. Une forme moins marquée d'hypomanie est l'hyperthymie.
Un nombre important d'individus possédant une créativité élevée ont rapporté avoir des symptômes de bipolarité. L’hypomanie est souvent accompagnée d’une hypersexualité.

## Définitions
Concept isolé par Karl Ludwig Kahlbaum en 1882, l'hypomanie est également un effet secondaire dû à la prise de substances médicamenteuses, souvent — mais pas toujours — utilisées en psycho-pharmacothérapie. Les patients souffrant d'une forte dépression atteints d'hypomanie sous l'effet des médicaments (par exemple) peuvent présenter une forme de trouble bipolaire non-catégorisée.

## Occurrence
Souvent chez les patients ayant fait l'expérience d'un premier épisode d'hypomanie (qui peut avoir un niveau moyen à modéré) — généralement sans symptômes psychotiques apparents — il existerait un antécédent dépressif qui aurait pu conduire à des symptômes maniaques, ceux-ci survenant communément durant l'adolescence. Les patients peuvent possiblement exposer des changements d'humeur et le trouble bipolaire déjà installé pourrait ne pas être diagnostiqué malgré une phase maniaque/hypomaniaque évidente.
L'hypomanie peut également survenir en tant qu'effet secondaire dû à la prise de substances médicamenteuses prescrites pour des troubles autres que psychologiques. Par conséquent, dans le cas d'épisodes hypomaniaques causés par des médicaments chez les patients atteints d'une dépression, l'hypomanie pourrait être éliminée en diminuant le dosage médicamenteux, en sevrant ou en changeant de médicament si la prise ne peut être arrêtée.
Certains, comme le psychologue John Gartner (psychologist), expliquent que l'hypomanie est mieux perçue en tant que tempérament non-pathologique plutôt qu'en épisode d'une maladie mentale[réf. incomplète]. Le DSM, cependant, définit clairement l'hypomanie comme un comportement aberrant.

## Symptomatologie
Le Manuel diagnostique et statistique des troubles mentaux (DSM-IV-TR) définit l'épisode hypomaniaque comme impliquant pendant une durée de quatre jours, une humeur positive ainsi que trois des symptômes suivants OU une humeur irritable ainsi que quatre des symptômes suivants :
- estime de soi élevée ou mégalomanie ;
- aucune envie de dormir ;
- changements rapides de sujet lorsque le patient communique ;
- distraction ou déficit de l'attention ;
- forte agitation psychomotrice ;
- forte implication dans des activités pouvant avoir de fortes conséquences psychosociales ou physiques[5] ;
- trouble du langage possible mais peu répandu.

### Cas notoires
La liste qui suit est à prendre au conditionnel. Certains cas sont bien documentés. D'autres se réfèrent à des sources qui ne sont pas scientifiques.
Intellectuels, hommes politiques, industriels
- Louis Althusser[6],
- Napoléon Bonaparte[7],
- Andrew Carnegie,
- Gregory Charles,
- Bill Clinton[8],
- Christophe Colomb,
- Rahm Emanuel[9],
- Henry Ford,
- Alexander Hamilton,
- Theodore Roosevelt,
- Howard Zinn

Artistes
- Jim Carrey,
- Carrie Fisher,
- Gérard Garouste,
- Mel Gibson,
- Linda Hamilton,
- Kristin Hersh,
- Demi Lovato,
- Louis B. Mayer,
- Benoit Poelvoorde,
- Charlie Sheen[10],
- Frank Sinatra,
- Ben Stiller,
- Sting,
- Jean-Claude Van Damme,
- Kanye West,
- Robin Williams,
- Amy Winehouse,
- Catherine Zeta-Jones.

## Hyperthymie
L'hyperthymie ou tempérament hyperthymique est un tempérament affectif, d'un niveau d'activité supérieur à la moyenne. C'est une forme moins marquée d'hypomanie. Un tempérament est défini comme l'expression de niveau d’activité et d’énergie, de l'humeur ou des rythmes de l’organisme qui présente une dimension stable dans le temps et qui est déterminée biologiquement,. Contrairement à la personnalité, le tempérament n'inclut pas l’acquis et les éléments interpersonnels,. 

### Description
Le tempérament hyperthymique est décrit comme un niveau basal d’énergie et d'optimisme supérieur à la moyenne, ainsi que par des besoins de sommeil réduits,. 
Il est caractérisé par une expression stable durant la vie de comportements proches de l'hypomanie,. 
Ce tempérament pourrait être un constituant du spectre du trouble bipolaire, lui même constituant du groupe de diagnostics de trouble affectif ou trouble de l'humeur. 
Le tempérament hyperthymique pourrait être lié à des composantes de la personnalité comme l’ouverture, l’extraversion, la recherche de sensations ou la persévérance,. 
Hagop Akiskal, psychiatre (professeur à l'Université de Californie à San Diego) et chercheur, propose plusieurs attributs du tempérament hyperthymique : selon lui, les personnes hyperthymiques sont « loquaces, infatigables, extraverties, hyperactives, elles ont le contact facile, une multitude de projets en tête et recherchent toutes sortes de stimulations ».  

### Histoire
En 1921, Dr Emil Kraepelin met en avant l'importance dans la clinique des troubles bipolaires des tempéraments affectifs. Dr Emil Kraepelin (1921) et Ernst Kretschmer (1936) présentent quatre types de tempéraments affectifs: tempérament dépressif, tempérament maniaque (ou hyperthymique), tempérament irritable et tempérament cyclothymique.
Dans les années 80, Dr Hagop Akiskal reprend la thèse selon laquelle ces quatre tempéraments servent de fondations aux développement de troubles de l'humeur et il va plus tard les inclure dans la notion de spectre bipolaire,.

### Diagnostic
Les tempéraments affectifs peuvent être évalués dans la pratique clinique et dans la recherche par les outils d'évaluation TEMPS (Temperament Evaluation of Memphis, Pisa, Paris and San Diego),. 

### Prévalence
Une revue de la littérature de 2012, incluant des études menées dans 7 pays incluant 5170 sujets a retrouvé 11,8% des hommes et 10.6% des femmes avec un tempérament hyperthymique,.